# Urocystis tothii
Urocystis tothii är en svampart som beskrevs av Vánky 1977. Urocystis tothii ingår i släktet Urocystis och familjen Urocystidaceae.   Inga underarter finns listade i Catalogue of Life.